# Lepidium cartilagineum
Lepidium cartilagineum ou Lepidium crassifolium (Waldst. et Kit.) é uma planta herbácea, halófita, da família da Brassicaceae.